# 魏家滩镇
魏家滩镇，是中华人民共和国山西省吕梁市兴县下辖的一个乡镇级行政单位。

## 行政区划
魏家滩镇下辖以下地区：
魏家滩村、黄家沟村、店上村、斜沟村、范家疃村、程家焉村、西磁窑沟村、葛家里村、九元坪村、马蒲滩村、高家崖村、水油塔村、石佛则村、薛家沟村、尹家峁村、木崖头村、李家焉村、庙井村、麻焉塔村、苏家里村、王家畔村、杨家山村、郝家沟村、西坡村、白家沟村、西沟村、天洼村、白家塔村和高家峁村。